# Baecula limbulata
Baecula limbulata là một loài bướm đêm trong họ Noctuidae.